# 张鹤龄 (1926年)
张鹤龄（1926年7月—2018年2月11日），男，浙江宁波人，生于上海，中华人民共和国实业家、政治人物，曾任中国民主建国会陕西省委员会副主任委员，陕西省政协副主席。